# Ernest Bloch

Ernest Bloch um 1900

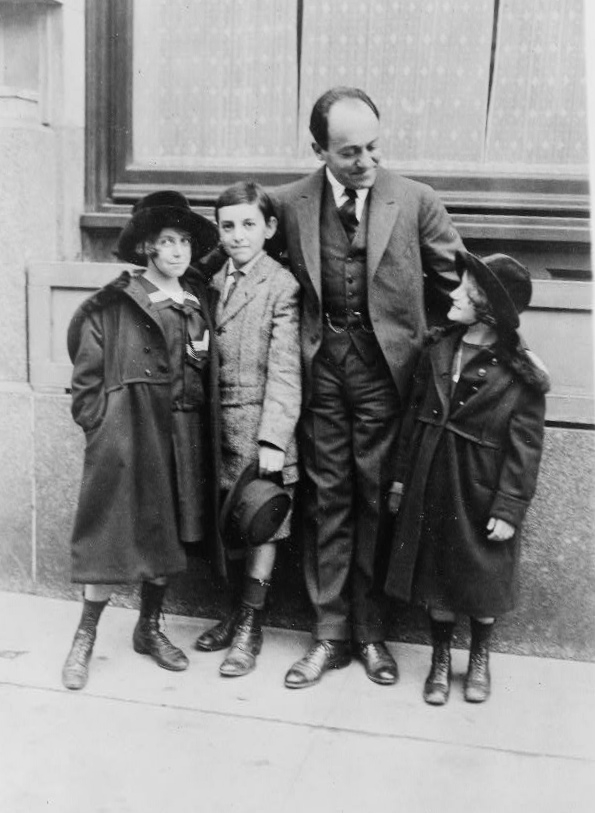
Ernest Bloch mit Kindern in Amerika

Ernest Bloch (* 24. Juli 1880 in Genf; † 15. Juli 1959 in Portland, Oregon) war ein schweizerisch-US-amerikanischer Komponist.

## Biografie

### Erste Jahre
Ernest Bloch begann mit neun Jahren das Violinspiel und machte unter Anleitung des ersten Lehrers Albert Gos so rasche Fortschritte, dass dieser Ende 1894 einen Wechsel zu Émile Jaques-Dalcroze, Professor am Genfer Konservatorium (Conservatoire de musique de Genève), empfahl. Dieser erkannte Blochs kompositorische Begabung und unterrichtete ihn in Musiktheorie und Komposition; den Violin-Unterricht übernahm Louis Rey. Obwohl seine Eltern dagegen waren, ging Bloch 1896 nach Brüssel zu dem Violin-Virtuosen Eugène Ysaÿe, wo François Rasse sein Kompositionslehrer wurde. Mit dessen Unterricht unzufrieden, wechselte er 1899 zu Iwan Knorr nach Frankfurt am Main an das Dr. Hoch’sche Konservatorium und zwei Jahre später zu Ludwig Thuille nach München. 
Nach seinem Studium reiste er nach Paris. Hier begegnete er Claude Debussy. 1903 war Blochs erste öffentliche Vorstellung seiner Musik bei einem Schweizer-Deutschen Musikfestival in Basel von Kritikern hart angegriffen worden. Einer schrieb, dass ein junger Emporkömmling, der den Affront hatte, solche dissonante und wilde Musik zu schreiben, auf immer bei Brot und Wasser eingesperrt gehöre. Da er anderweitig keine Anstellung fand, war er gezwungen im elterlichen Geschäft zu arbeiten. Auch seine Oper Macbeth, für die Edmond Fleg das Libretto schrieb und an der er fünf Jahre gearbeitet hatte, war bei der Uraufführung am 30. Oktober 1910 an der Opéra-Comique in Paris kein Erfolg. Im Anschluss an eine kurze Tätigkeit als Konzertdirigent in Neuchâtel und Lausanne (1909/1910) hielt er bis 1915 musikästhetische Vorlesungen am Genfer Konservatorium. Hier hörte ihn der spätere Dirigent Ernest Ansermet.

### In den USA
1916 nahm Bloch die Stelle eines Orchesterleiters bei der Tanzgruppe von Maud Allan an, die mit 40 Musikern und sechs weiteren Tänzern auf eine Nordamerika-Tournee ging. Diese war nicht erfolgreich und Bloch somit in Amerika «gestrandet». Am 29. Dezember 1916 wurde sein erstes Streichquartett vom Flonzaley Quartet – gegründet in der Schweiz – in New York in der the Aeolian Hall aufgeführt und hinterliess einen starken Eindruck. Im Januar 1917 begegnete er Mrs. J.F.D. Lanier von der Society of Friends of Music, die ihm grosszügig und uneigennützig unter die Arme griff. Weil seine Werke in den Vereinigten Staaten noch unbekannt waren, veröffentlichte Paul Rosenfeld im Februar 1917 einen Beitrag The music of Ernest Bloch und im Monat darauf übersetzte Waldo Frank, Direktor des Magazins The Seven Arts, einen von Bloch verfassten Artikel ins Englische und veröffentlichte ihn als Man and his Music. Die scheinbare Katastrophe verwandelte sich in einen Triumph, als mehrere bedeutende Dirigenten – Karl Muck in Boston, Artur Bodanzky in New York, und Leopold Stokowski in Philadelphia – Trois poèmes juifs («Drei jüdische Gedichte»: Danse, Rite und Cortège Funèbre) aufführten. 
Am 7. Juni 1917 reiste er zurück nach Europa und kam am 19. Oktober mit seiner Familie nach Amerika. Vor seiner Abreise hatte er einen Vertrag mit Rudolf Schirmer über die Veröffentlichung seiner Werke abgeschlossen. 1917–1918 unterrichtete er an The David Mannes Music School (heute Mannes College of Music), die 1916 von David Mannes (damals Konzertmeister des New York Symphony Orchestra) und seiner Ehefrau Clara Mannes Damrosch (Schwester von Walter Damrosch) gegründet worden war, und noch einmal 1918–1919. Während seiner Zeit an der David-Mannes-Musikschule hatte er 20 private Schüler, darunter Herbert Elwell, Roger Sessions, Frederick Jacobi und Ethel Leginska.
Die Sommermonate 1919 verbrachte Bloch mit der Familie in Peterborough, New Hampshire, wo Mrs. Arthur Johnson (Joanne Bird Shaw) eine Summerschool für Kinder ins Leben gerufen hatte – The Bird School –, an der auch Blochs Töchter teilnahmen. Hier lehrte er die rhythmische Verkörperung der Musik in Anlehnung an seinen ehemaligen Lehrer Emile Jaques-Dalcroze in Genf. Es war eine neue Erfahrung und bereitete ihm viel Freude. Die Francis Parker School aus Chicago interessierte sich für diese neue Art des Musikunterrichts und F. M. McMurry veröffentlichte darüber ein Buch.
1919 gewann Bloch den Elizabeth-Sprague-Coolidge-Preis für die Viola-Suite. Mit den Aufführungen des «jüdischen Zyklus» bestehend aus Trois poèmes juifs, Schelomo und Israel, hatte er seinen Ruf als Komponist gefestigt, so dass er am 11. Juli 1920 als Musikdirektor an das in Aufbau befindliche Cleveland Institute of Music berufen wurde. Die Fakultät umfasste bald 20 Personen, unter ihnen waren Nathan Fryer für Klavier und Ensemble; der Konzertmeister des Cleveland Orchestra, Louis Edlin, und Victor de Gomez, dort Erster Cellist; es folgten Beryl Rubinstein (späterer Direktor) und Ruth Edwards in der Fakultät für Klavier; André de Ribaupierre, Violine; Edwin Arthur Kraft, Orgel; Jean Binet, der in New York die erste Emile-Jacques-Dalcroze-Schule gegründet hatte und Eurhythmik und Theorie unterrichtete, sowie Blochs ehemaliger Schüler Roger Sessions für Komposition. 
Hier gründete er auch ein Studenten-Orchester und einen Chor. Hier komponierte er sein bekanntes erstes Klavierquintett. Für seine Studenten gehörte es zur Pflicht, an den Proben des Cleveland-Orchesters teilzunehmen, um Harmonielehre und Kontrapunkt zu erleben. 1922 unterrichtete er während der Sommermonate fünf «Meisterklassen». Auch richtete er eine Art Volkshochschule ein, in der er Vorlesungen hielt: «Musik erklärt von einem Musiker». André de Ribaupierre widmete er seine zweite Violinsonate Poème mystique, die er 1924 komponierte.
1926 wechselte Bloch zum San Francisco Conservatory of Music, wo er Four Episodes for chamber orchestra (1926), America: An Epic Rhapsody (1927) und Helvetia (1929) komponierte. Mit der Rhapsody gewann er den mit $ 3000 dotierten Musikwettbewerb von Musical America 1928. Die Preisrichter, bestehend aus fünf hoch angesehenen Orchesterleitern, darunter Leopold Stokowski, wählten sein Werk einstimmig zum Gewinner. Unter dem Titel The Mountains – später Helvetia – nahm er 1929 am Musikwettbewerb der Victor Company teil. Er gewann den Preis, der mit $ 25,000 dotiert war, und fühlte sich endlich frei. 
Die Familie von Rosalie und Jacob Stern (der mit seinen Brüdern die Firma von Levi Strauss weiterführte), die Bloch wohlgesinnt waren, richteten für ihn einen generösen Trust Fund über $ 50.000 ein, der von der University of California in Berkeley verwaltet wurde. Für die Dauer von zehn Jahren erhielt er daraus jährlich $ 5000. Er war freigestellt von allen Lehrverpflichtungen und konnte sich ganz dem Komponieren widmen. Auch war er an keinen Wohnort gebunden. 
Daraufhin entschied er sich, zurück in die Schweiz zu gehen. So liess er sich 1930 in Roveredo im Kanton Tessin nieder, wo er in den Jahren 1930–1933 sein Avodath Hakodesch (Sacred Service, Gottesdienst) komponierte. In Roveredo konnte er auch seine Passion für die Fotografie weiterentwickeln.

### Bloch als Fotograf
Eric Johnson, durch seinen Professor Bernard Freemesser, der von der Arbeit des Fotografen W. Eugene Smith gehört hatte, dazu angeregt, Blochs Musik mit der Fotografie in Verbindung zu bringen, nahm 1969 Kontakt zu Ernest Blochs Sohn Ivan auf, der ihn an seine Schwester Lucienne verwies, die ihn einlud, das Photo-Archiv ihres Vaters durchzusehen. 
Bloch hatte bereits um 1897 als Geigenschüler begonnen, mit dem Selbstauslöser Standbilder zu schiessen, und hatte im Laufe seines Lebens mehr als 6000 Negative und 2000 Abzüge zusammengetragen. Ausgestattet mit einem College-Projekt begann Johnson 1970–71 mit der Durchsicht und richtete er eine provisorische Dunkelkammer auf dem Grundstück von Lucienne und Stephen Dimitroff in Gualala, Mendocino County, California ein. Tausende der Fotos waren Kontaktabzüge ohne Vergrösserung. Es gab aber auch Filmrollen von seiner Leica und 4x5 Glasplatten. Im «Aperture magazine» von 1972 «A Composer’s Vision: Photographs by Ernest Bloch» dokumentierte Johnson seine Funde. Später im Graduierten-Programm an der University of New Mexico standen Johnson bessere Techniken zum Entwickeln zur Verfügung und Paul Caponigro zeigte ihm die Drucktechnik für die Negative. 1977 organisierte er an der Universität von New Mexico zusammen mit der Fakultät für Musik die erste Ausstellung, zu der auch Lucienne und Steve Dimitroff kamen.
Blochs Sammlung von 6000 Negativen und 2000 Abzügen wurde 1978 vom Center for Creative Photography in Tucson, Arizona, erworben und archiviert. 105 Schwarz-weiss-Aufnahmen aus der Zeit von 1896 bis 1937 übergab Eric Johnson der Library of Congress.
2011 stellte Johnson 40 Fotos von Bloch im Jüdischen Museum in Portland aus.

### Persönliches
Bloch war das jüngste von drei Kindern. Sein Vater Maurice hatte ein Souvenirgeschäft in Genf und verkaufte u. a. Kuckucksuhren an Touristen. Er und Blochs Mutter Sophie liessen sich 1901 scheiden. Sein Vater hatte viel Geld am Aktienmarkt verloren und sie waren in finanzielle Schwierigkeiten geraten. Sein Vater starb am 31. März 1913.
Am 13. August 1904 heiratete Bloch in Genf Margarethe (franz. Marguerite) Augusta Schneider, Pianistin aus Hamburg, († 1963), die er an der Hoch’schen Schule kennen gelernt hatte. Sie hatten drei Kinder:
- 20. Februar 1905: Geburt seines Sohnes Ivan-Kolia, der Ingenieur wurde.
- 9. August 1907: Geburt seiner Tochter Suzanne, Musikerin. Sie unterrichtete Harfe, Laute und Komposition an der Juilliard School in New York.
- 5. Januar 1909: Geburt seiner Tochter Lucienne. Sie wurde (Wand-)Malerin und Fotografin. Zusammen mit ihrem Ehemann, Stephen Pope Dimitroff, assistierte sie Diego Rivera bei seiner (später zerstörten) Wandmalerei am Rockefeller Center. Von ihr stammen auch die einzigen erhaltenen Fotografien von dieser Wand. Sie war befreundet mit Riveras Ehefrau, Frida Kahlo, und machte viele Fotos von ihr, die später Bestandteil vieler Biografien über Kahlo wurden.[16]

1924 erhielt Bloch die amerikanische Staatsbürgerschaft. Ernest Bloch starb 1959 in einem Krankenhaus in Portland, Oregon, an Darmkrebs. Er hatte sich 1941 in Agate Beach niedergelassen, weil ihn die Berge und Wälder Oregons an seine Schweizer Heimat erinnerten. Seine Asche wurde dem Meer bei Agate Beach übergeben.

## Werk
Blochs frühe Werke, wie seine Oper Macbeth (1910), sind sowohl von der spätromantischen Schule eines Richard Strauss als auch von Claude Debussys Impressionismus beeinflusst. Die reifen Werke, einschliesslich seiner bekanntesten Stücke, sind oft von jüdischer liturgischer und Volksmusik inspiriert. Zu diesen Werken gehören Schelomo (1916) für Cello und Orchester, die Israel Symphony (1916), die Suite für Viola und Klavier bzw. Orchester (1919), Baal Schem (1923 für Violine und Klavier, später für Violine und Orchester), sowie Avodath Hakodesch (Gottesdienst, 1933) für Bariton, Chor und Orchester. Andere Stücke dieser Periode sind das Violinkonzert für Joseph Szigeti und America: An Epic Rhapsody für Chor und Orchester.
Bloch hatte ein kritisches Verständnis von Religion und meinte in einem Brief von 1899, dass er «weder ein Gläubiger noch ein Atheist» sei. Er war nicht streng an eine Religion gebunden und bewunderte als Jude Jesus Christus als den «einzigen Menschen, der nach seinen Prinzipien lebte, nicht in Doktrinen gefangen war und danach handelte was er selber predigte».
Die nach dem Zweiten Weltkrieg verfassten Werke weisen eine grössere stilistische Verschiedenheit auf, obgleich Blochs im Wesentlichen romantischer Stil erhalten bleibt. Einige, wie die Suite hébraïque (1950), setzen die jüdische Thematik fort, während andere, wie das zweite Concerto grosso (1952), ein Interesse am Neoklassizismus zeigen. Allerdings ist auch hier die harmonische Sprache romantisch und lediglich die Form barock. Die späten Streichquartette verwenden atonale Elemente.
Während Bloch besonders in den USA schon zu Lebzeiten grosse Erfolge feiern konnte (seine Anhänger sahen ihn als viertes «B» nach Bach, Beethoven und Brahms) und auch heute noch als bedeutender Komponist gilt, sind seine Werke in Europa weitgehend in Vergessenheit geraten. Bloch besuchte England in den 1930er Jahren, wo er Konzerte gab. 1949 wurde sein Concerto Symphonique für Klavier und Orchester erstmals bei dem Edinburgh Festival aufgeführt. Im gleichen Jahr dirigierte er das London Philharmonic Orchester mit Chor in der Royal Albert Hall, wo Schelomo mit der Cellistin Zara Nelsova und Avodath Hakodesch mit dem Bariton Aron Rothmüller zur Aufführung kamen.

## Auszeichnungen und Ehrungen
- 1919: Coolidge Prize
- 1927: Carolyn Beebe Prize
- 1928: Musical America
- 1929: RCA Victor Award
- 1929: Italy’s Academy of Saint Cecelia
- 1937: Mitglied der American Academy of Arts and Letters[18]
- 1947: Gold Medal in Music from the American Academy of Arts and Letters
- 1952: Stephen Wise Award – 1952
- 1954: Music Critics Circle of New York City – 1954
- 1956: National Jewish Welfare Board’s Frank L. Weil Award
- 1956: Brandeis Creative Arts Award
- 1957: Henry Hadley Medal. verliehen von der National Association of Composers and Conductors
- 1948: Ehrendoktor des Linfield College
- 1955: Ehrendoktor der Brandeis University
- 1955: Doctoral degree, Reed College
- 1952: Professeur Eméritus de l’Université de Berkeley[19]

Im Mai 1937 wurde in England die Ernest Bloch Society gegründet von Albert Einstein, Thomas Beecham, Serge Koussevitzky, Havelock Ellis, Romain Rolland, Donald Francis Tovey und Bruno Walter, die auch als Direktoren fungierten.

## Werkverzeichnis
- Werke von Ernest Bloch